# Ronald MacDonald (Ökonom)

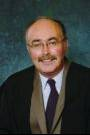
Ronald MacDonald

Ronald MacDonald (* 23. April 1955) ist Ökonom an der Universität Glasgow. Er ist Professor für Internationale Finanzwirtschaft, arbeitet schwerpunktmäßig auf dem Gebiet der Wechselkursanalyse und hat etliche Bücher und mehr als 100 Artikel in Fachzeitschriften zu diesem Thema verfasst.